# جيك جونز (لاعب كرة سلة)
جيك جونز (9 مايو 1949 - ) (بالإنجليزية: Jake Jones)‏ هو لاعب كرة سلة أمريكي في مركز هجوم خلفي. شارك في الألعاب الجامعية الصيفية 1970. ولعب مع فيلادلفيا سفنتي سيكسرز وسينسناتي رويالز ‏.

## وصلات خارجية
- جيك جونز على موقع إن بي أي (الإنجليزية)
- جيك جونز على موقع سبورتس رفرنس (الإنجليزية)
- جيك جونز على موقع ريلجم (الإنجليزية)
- جيك جونز على موقع بروبوليرز (الإنجليزية)